# Огарков, Максим Александрович
Максим Александрович Огарков (род. 27 января 1987, Курган) — российский биатлонист, мастер спорта России международного класса. Входил в состав сборной России. Работает тренером-преподавателем в Государственном бюджетном учреждении спортивная школа олимпийского резерва №3 Калининского района Санкт-Петербурга, тренер Лыжно-биатлонного клуба «Skination».

## Биография
Максим Александрович Огарков родился 27 января 1987 года в городе Кургане.
С 1997 года занимается биатлоном. Занимался в ГБУДО «ОСДЮСШОР № 2». В 2001 году стал кандидатом в мастера спорта России, а в 2006 году — мастер спорта России.
В 2004 году, после окончания школы № 50 поступил в Курганский государственный университет (факультет психологии, валеологии и спорта), который окончил в 2010 году. Окончил Тюменский государственный нефтегазовый университет, специализация — бурение.
С 2009 года занимался в СДЮШОР «Летающий лыжник» (Пермь), выступал за Пермский край.
Приказом Минспорттуризма РФ от 18 октября 2011 года № 134-НГ Огаркову Максиму Александровичу присвоено звание мастер спорта России международного класса по биатлону.
Максим Огарков вошёл в состав сборной России по биатлону и выступал на чемпионате Европы 2012 26 января — 4 февраля.
15 декабря 2013 года нёс факел эстафеты олимпийского огня зимних Олимпийских игр 2014 года в Кургане.
С 2014 года на тренерской работе.
Работает тренером-преподавателем в Государственном бюджетном учреждении спортивная школа олимпийского резерва №3 Калининского района Санкт-Петербурга и тренером Лыжно-биатлонного клуба «Skination» (Санкт-Петербург).
Сезон 2017—2018 тренерская стажировка в Олимпийской сборной, группа Крючкова.
Сезон 2019—2020 тренер Женской сборной Санкт-Петербурга. По результатам сезона 5 спортсменок стали призёрами Чемпионата России.

## Достижения
- Кубок IBU 2010/11, 6-й этап, Брезно-Осрблье (Словакия) — 4 место, лучший результат среди российских спортсменов. Отставание от лидера 1 мин, 35 сек.[8]
- Победитель первенства России по биатлону в эстафете (2005, Новосибирск)
- Бронзовый призёр первенства России по биатлону среди молодежи в эстафете (2007, Пермь)
- Победитель первенства России в гонке патрулей (2007, Новосибирск)
- Победитель первенства России по летнему биатлону в эстафете (2007, Уфа)
- 4 место на чемпионате России (2009, Уват)
- Чемпион России в командной гонке патрулей (2010, Новосибирск)[9]

## Награды и звания
- Мастер спорта России международного класса

## Семья
- Отец — Огарков Александр Валентинович (род. 31 августа 1958, с. Половинное, Курганской области) — тренер по биатлону, мастер спорта
- Мать — Огаркова (Сидорова) Людмила Дмитриевна (род. 6 сентября 1955, г. Курган) — чемпионка СССР по биатлону[10], тренер высшей категории, мастер спорта
- Брат-близнец — Огарков, Александр Александрович (род. 27 января 1987, Курган) — российский биатлонист.